# Dieter Schickling
Dieter Schickling (Stoccarda, 20 agosto 1939 – Stoccarda, 17 gennaio 2023) è stato un musicologo tedesco, tra i maggiori studiosi contemporanei dell'opera di Giacomo Puccini.

## Attività
Rinomato conoscitore di Puccini, è stato cofondatore del Centro studi Giacomo Puccini di Lucca. Nella città natale del compositore è stato il principale curatore dei testi dell'allestimento del Museo-casa natale di Giacomo Puccini.
Ha curato la pubblicazione dell'epistolario di Puccini e della sua biografia, oltre che la sua scheda biografica nel Dizionario biografico degli italiani.
Estremamente importante per la critica è il suo Catalogo dei Lavori del compositore pubblicato nel 2003, ritenuto ad oggi la raccolta più affidabile sul tema, disponibile anche online con aggiornamenti dopo il suo decesso.
Per il suo lavoro viene insignito nel 2015, insieme alla professoressa Gabriella Biagi Ravenni, del premio Illica per la musicologia.